# 어쌔신 크리드 오디세이
《어쌔신 크리드 오디세이》(Assassin's Creed Odyssey)는 유비소프트 퀘벡이 개발하고 유비소프트가 배급한 액션 롤플레잉 비디오 게임이다. 어쌔신 크리드 시리즈의 11번째 메인 게임이자, 메인이 아닌 모든 게임 통틀어서는 21번째 게임이며 2017년 어쌔신 크리드 오리진의 후속작이다. 기원전 431년을 배경으로 하며 줄거리는 아테네와 스파르타 간 펠로폰네소스 전쟁 신화사를 따른다. 플레이어는 남성 또는 여성 용병(고대 그리스어: μίσθιος 미스티오스)을 통제한다.
어쌔신 크리드 오디세이는 2018년 10월 5일 마이크로소프트 윈도우, 플레이스테이션 4, 엑스박스 원용으로 전 세계에 출시되었고 일본 한정으로 닌텐도 스위치용이 출시되었으며 스테이디어 버전은 2019년 서비스와 함께 런칭되었다. 이 게임은 대체적으로 긍정적인 평가를 받았다.

## 게임플레이
어쌔신 크리드 오디세이는 시리즈의 이전 게임들보다 롤플레잉 요소에 더 초점을 두고 있다. 이 게임은 다이얼로그 옵션, 퀘스트 분기, 여러 엔딩을 포함한다.

## 출시
E3 2018의 게임 공개 이전에 어쌔신 크리드 오디세이는 프랑스 사이트 Jeuxvideo가 어쌔신 크리드 오디세이라는 이름이 포함된 키체인을 받은 이후 2018년 5월 유출되었다. 유비소프트는 어쌔신 크리드 오디세이와 그 모습을 직후 일렉트로닉 엔터테인먼트 엑스포 2018에서 발표하였다.

### 에디션
다음의 에디션들이 출시되었다:
| 기능                      | Standard Edition (콘솔, PC)                               | Deluxe Edition (콘솔, PC)                                 | Gold Edition (콘솔, PC)                                   | Ultimate Edition (콘솔, PC)                               | Omega Edition (콘솔 전용) (EU 한정)                       | Medusa Edition (콘솔, PC) (EU 한정) | Spartan Edition (유플레이 전용) (콘솔, PC) | Pantheon Edition (유플레이 전용) (콘솔, PC) |
| ------------------------- | --------------------------------------------------------- | --------------------------------------------------------- | --------------------------------------------------------- | --------------------------------------------------------- | --------------------------------------------------------- | ----------------------------------- | ------------------------------------------ | ------------------------------------------- |
| Game disc                 | 예                                                        | 아니요                                                    | PS4 and Xbox One only                                     | 아니요                                                    | 예                                                        | 예                                  | 예                                         | 예                                          |
| In-game content           |                                                           |                                                           |                                                           |                                                           |                                                           |                                     |                                            |                                             |
| 3 days early access       | 아니요                                                    | 아니요                                                    | 예                                                        | 예                                                        | 아니요                                                    | 예                                  | 예                                         | 예                                          |
| The Blind King mission    | 예 (pre-order only) (also available through Ubisoft Club) | 예 (pre-order only) (also available through Ubisoft Club) | 예 (pre-order only) (also available through Ubisoft Club) | 예 (pre-order only) (also available through Ubisoft Club) | 예 (pre-order only) (also available through Ubisoft Club) | 예                                  | 예                                         | 예                                          |
| Secrets of Greece mission | 아니요                                                    | 아니요                                                    | 예                                                        | 예                                                        | 아니요                                                    | 예                                  | 예                                         | 예                                          |
| Kronos Gear Pack          | 아니요                                                    | 예                                                        | 아니요                                                    | 예                                                        | 예                                                        | 예                                  | 예                                         | 예                                          |
| Herald of Dusk Gear Pack  | 아니요                                                    | 예                                                        | 아니요                                                    | 예                                                        | 아니요                                                    | 아니요                              | 예                                         | 예                                          |
| XP and Drachma Boost      | 아니요                                                    | 예                                                        | 예                                                        | 예                                                        | 예                                                        | 아니요                              | 예                                         | 예                                          |
| Capricornus Naval Pack    | 아니요                                                    | 예                                                        | 예                                                        | 예                                                        | 아니요                                                    | 아니요                              | 예                                         | 예                                          |
| Season Pass               | 아니요 (별매)                                             | 아니요 (별매)                                             | 예                                                        | 예                                                        | 아니요 (별매)                                             | 아니요 (별매)                       | 예                                         | 예                                          |
| Physical content          |                                                           |                                                           |                                                           |                                                           |                                                           |                                     |                                            |                                             |
| Steelbook                 | 아니요                                                    | 아니요                                                    | PS4 and Xbox One only                                     | 아니요                                                    | 아니요                                                    | 아니요                              | 예                                         | 예                                          |
| World Map                 | 아니요                                                    | 아니요                                                    | 아니요                                                    | 아니요                                                    | 예                                                        | 예                                  | 예                                         | 예                                          |
| Official soundtrack CD    | 아니요                                                    | 아니요                                                    | 아니요                                                    | 아니요                                                    | 아니요                                                    | 예                                  | 예                                         | 예                                          |
| Artbook                   | 아니요                                                    | 아니요                                                    | 아니요                                                    | 아니요                                                    | 예                                                        | 예                                  | 예                                         | 예                                          |
| Exclusive packaging       | 아니요                                                    | 아니요                                                    | 아니요                                                    | 아니요                                                    | 아니요                                                    | 예                                  | 예                                         | 예                                          |
| Figurine                  | 아니요                                                    | 아니요                                                    | 아니요                                                    | 아니요                                                    | 아니요                                                    | Fallen Gorgon Statue                | Spartan Leap Statue                        | Nemesis Diorama                             |
| Exclusive lithograph      | 아니요                                                    | 아니요                                                    | 아니요                                                    | 아니요                                                    | 아니요                                                    | 아니요                              | 예                                         | 예                                          |

## 평가
메타크리틱의 총합평은 '대체적 호평'.
EGMNow에서는 8.5점을 꼬는다. 평하기로는 "《어쌔신 크리드 오디세이》는 어쌔신 크리드의 이름값을 한다. 액션 RPG로 중무장을 해서는 등장인물에서 전투, 이야기, 권역에 이르기까지 시리즈의 전작품을 통틀어서도 가장 높은 성취를 보이고 있다. 다만 그 야망이라고 할 것에 개선할 점이 보인다는 사실이다. 이를테면 이야기의 대목대목을 끊는 부분에 있어서나 또는 레벨링 시스템의 부조리에 있어서. 그렇다더래도 결론적으로 말하여 본작의 경험은 한마디로 광대하다."고.
IGN은 "세계의 만듦새, 환경, 곱살스런 게임플레이"에 호평하고 있다. 점수는 9.2점이며 이에 따르는 평은 "《어쌔신 크리드 오디세이》는 고대 그리스를 싸도는 오픈월드 액션으로서 상당히 괜찮은 스릴을 준다. 시리즈 전작품을 통틀어서도 가장 낫달 정도로."였다. 게임스레이더+는 5점 만점의 5점을 꼬는다. 평하기로는 등장인물, 오픈월드의 설정, 몰입감있는 이야기가 좋았댔으며 또한 "《오리진》에서 완미했던 부분들을 끌고 와 그것들을 보다 강화시켜 놓았다. 우리들이 어쌔신 크리드 할 때 결코 떠올릴 수 없을만치로. 본작은 그것들을 모두 이뤄놓고 있다." 했다.

## 내용주
1. ↑  Additional work by 유비소프트 몬트리올, en:Ubisoft Bucharest, en:Ubisoft Singapore, en:Ubisoft Shanghai, en:Ubisoft Chengdu, en:Ubisoft Kiev, en:Ubisoft Philippines and Sperasoft.[1]
2. ↑  The collective name of Joe Henson and Alexis Smith